# Wim Jonk
Wilhelmus Maria "Wim" Jonk (født 12. oktober 1966 i Volendam, Holland) er en tidligere hollandsk fodboldspiller, der spillede som midtbanespiller hos flere europæiske klubber, samt for Hollands landshold. Af hans klubber kan blandt andet nævnes Ajax Amsterdam og PSV Eindhoven i hjemlandet, samt engelske Sheffield Wednesday.

## Landshold
Jonk spillede i årene mellem 1992 og 1999 49 kampe for Hollands landshold, hvori han scorede elleve mål. Han repræsenterede sit land ved EM i 1992, VM i 1994 samt VM i 1998.